# 11959 Okunokeno
11959 Okunokeno (1994 GG1) là một tiểu hành tinh vành đai chính được phát hiện ngày 13 tháng 4 năm 1994 bởi K. Endate và K. Watanabe ở Kitami.